# Miihkalinjärvi
Miihkalinjärvi är en sjö i kommunen Juga i landskapet Norra Karelen i Finland. Sjön ligger 147,7 meter över havet. Arean är 54 hektar och strandlinjen är 4,82 kilometer lång. Sjön  ingår i Vuoksens huvudavrinningsområde.   Den ligger omkring 54 kilometer nordväst om Joensuu och omkring 380 kilometer nordöst om Helsingfors. 